# فلاسيفكا (كيروفوهرادسكا)
فلاسيفكا (Власівка) هي مدينة في مقاطعة كيروفوهرادسكا في أوكرانيا.
يبلغ عدد سكانها حوالي 6911 نسمة.